# Мавзолей Георгия Димитрова
Мавзоле́й Гео́ргия Дими́трова (болг. Мавзолей на Георги Димитров) — памятник-усыпальница руководителю Болгарии, возведенный в 1949 году архитекторами Г. Овчаровым, Р. Рибаровым и И. Данчовым. Был взорван в августе 1999 года.

## История
В 1949 году забальзамированное тело Георгия Димитрова в саркофаге, изготовленном под руководством Никанора Курочкина, было помещено в специально построенный мавзолей на площади Александра I в Софии.  
В 1990 году, уже после смены власти в Болгарии, согласно официальной версии, Болгарская коммунистическая партия по просьбе родственников приняла решение о перезахоронении тела. 18 июля 1990 года тело Георгия Димитрова вынесли из мавзолея и позже перезахоронили на центральном кладбище Софии. 25 февраля 1992 года Общинский совет Софии принял решение о сносе мавзолея. В августе 1999 года здание взорвали с пятой попытки, обломки вывозились машинами и разбирались на сувениры. На месте руин создали забетонированную площадку. 
Документальные кадры с мавзолеем демонстрировались в видеозале Музея социалистического искусства в Софии.